# Saint-Christophe-du-Foc
Saint-Christophe-du-Foc  là một xã thuộc tỉnh Manche trong vùng Normandie tây bắc nước Pháp. Xã này nằm ở khu vực có độ cao trung bình 78 mét trên mực nước biển.